# Saturn Award für den besten Nachwuchsschauspieler
Folgende Darsteller haben den Saturn Award für den besten Nachwuchsdarsteller (in einem Film) gewonnen:
| Jahr | Preisträger        | Film                                      | Weitere Nominierungen |
| ---- | ------------------ | ----------------------------------------- | --- |
| 1985 | Noah Hathaway      | Die unendliche Geschichte                 | Drew Barrymore für Der Feuerteufel Corey Feldman für Gremlins – Kleine Monster Jonathan Ke Quan für Indiana Jones und der Tempel des Todes Jsu Garcia für Nightmare – Mörderische Träume |
| 1986 | Barret Oliver      | D.A.R.Y.L. – Der Außergewöhnliche         | Amelia Shankley für Das wahre Leben der Alice im Wunderland Jeff Cohen für Die Goonies Fairuza Balk für Oz – Eine fantastische Welt Ilan Mitchell-Smith für L.I.S.A. – Der helle Wahnsinn |
| 1987 | Carrie Henn        | Aliens – Die Rückkehr                     | Lucy Deakins für Der Knabe, der fliegen konnte Jay Underwood für Der Knabe, der fliegen konnte Scott Grimes für Critters – Sie sind da! Joey Cramer für Der Flug des Navigators |
| 1988 | Kirk Cameron       | Wie der Vater, so der Sohn                | Scott Curtis für Cameron – Der Dämon aus der Hölle Stephen Dorff für Gate – Die Unterirdischen Corey Haim für The Lost Boys Andre Gower für Monster Busters Joshua John Miller für Near Dark – Die Nacht hat ihren Preis |
| 1990 | Fred Savage        | Ich bin Du                                | Jared Rushton für Big Alex Vincent für Chucky – Die Mörderpuppe Rodney Eastman für Killer Kid Lukas Haas für Die phantastische Reise ins Jenseits Corey Haim für Watchers Warwick Davis für Willow |
| 1991 | Adan Jodorowsky    | Santa Sangre                              | Charlie Korsmo für Dick Tracy Thomas Wilson Brown für Liebling, ich habe die Kinder geschrumpft Robert Oliveri für Liebling, ich habe die Kinder geschrumpft Jared Rushton für Liebling, ich habe die Kinder geschrumpft Bryan Madorsky für Pfui Teufel – Daddy ist ein Kannibale Gabriel Damon für RoboCop 2 Faviola Elenka Tapia für Santa sangre Jasen Fisher für Hexen hexen |
| 1992 | Edward Furlong     | Terminator 2 – Tag der Abrechnung         | Joshua John Miller für Robodad Justin Whalin für Chucky 3 Chris Demetral für Dolly Dearest – Die Brut des Satans Candace Hutson für Dolly Dearest – Die Brut des Satans Jonathan Brandis für Die unendliche Geschichte II – Auf der Suche nach Phantásien Corey Haim für Rollerboys                                                                                              |
| 1993 | Scott Weinger      | Aladdin                                   | Christina Ricci für Addams Family Robert Oliveri für Liebling, jetzt haben wir ein Riesenbaby Daniel Shalikar für Liebling, jetzt haben wir ein Riesenbaby Joshua Shalikar für Liebling, jetzt haben wir ein Riesenbaby Brandon Quintin Adams für Haus der Vergessenen Edward Furlong für Friedhof der Kuscheltiere II                                                           |
| 1994 | Elijah Wood        | Das zweite Gesicht                        | Christina Ricci für Die Addams Family in verrückter Tradition Manuel Colao für Das Ende der Unschuld Joseph Mazzello für Jurassic Park Ariana Richards für Jurassic Park Austin O’Brien für Last Action Hero Jesse Cameron-Glickenhaus für In Cold Blood |
| 1995 | Kirsten Dunst      | Interview mit einem Vampir                | Joseph Gordon-Levitt für Angels – Engel gibt es wirklich! Jonathan Taylor Thomas für Der König der Löwen Luke Edwards für Little Big Boss Miko Hughes für Freddy’s New Nightmare Elijah Wood für North |
| 1996 | Christina Ricci    | Casper                                    | Judith Vittet für Die Stadt der verlorenen Kinder Max Pomeranc für Fluke Hal Scardino für Der Indianer im Küchenschrank Kirsten Dunst für Jumanji Bradley Pierce für Jumanji |
| 1997 | Lucas Black        | Sling Blade – Auf Messers Schneide        | Jonathan Taylor Thomas für Die Legende von Pinocchio James Duval für Independence Day Lukas Haas für Mars Attacks! Mara Wilson für Matilda Kevin Bishop für Muppets – Die Schatzinsel |
| 1998 | Jena Malone        | Contact                                   | Dominique Swain für Im Körper des Feindes Sam Huntington für Aus dem Dschungel, in den Dschungel Vanessa Lee Chester für Vergessene Welt: Jurassic Park Alexander Goodwin für Mimic – Angriff der Killerinsekten Mara Wilson für Der Zauberwunsch |
| 1999 | Tobey Maguire      | Pleasantville – Zu schön, um wahr zu sein | Brad Renfro für Der Musterschüler Katie Holmes für Dich kriegen wir auch noch! Josh Hartnett für The Faculty Jack Johnson für Lost in Space Alicia Witt für Düstere Legenden |
| 2000 | Haley Joel Osment  | The Sixth Sense                           | Justin Long für Galaxy Quest – Planlos durchs Weltall Devon Sawa für Die Killerhand Emily Bergl für Carrie 2 – Die Rache Jake Lloyd für Star Wars: Episode I – Die dunkle Bedrohung Natalie Portman für Star Wars: Episode I – Die dunkle Bedrohung |
| 2001 | Devon Sawa         | Final Destination                         | Holliston Coleman für Die Prophezeiung Taylor Momsen für Der Grinch Spencer Breslin für The Kid – Image ist alles Jonathan Lipnicki für Der kleine Vampir Anna Paquin für X-Men |
| 2002 | Haley Joel Osment  | A.I. – Künstliche Intelligenz             | Daniel Radcliffe für Harry Potter und der Stein der Weisen Emma Watson für Harry Potter und der Stein der Weisen Justin Long für Jeepers Creepers – Es ist angerichtet Freddie Boath für Die Mumie kehrt zurück Alakina Mann für The Others |
| 2003 | Tyler Hoechlin     | Road to Perdition                         | Jeremy Sumpter für Dämonisch Daniel Radcliffe für Harry Potter und die Kammer des Schreckens Elijah Wood für Der Herr der Ringe: Die zwei Türme Hayden Christensen für Star Wars: Episode II – Angriff der Klonkrieger Alexis Bledel für Bis in alle Ewigkeit |
| 2004 | Jeremy Sumpter     | Peter Pan                                 | Frankie Muniz für Agent Cody Banks Lindsay Lohan für Freaky Friday – Ein voll verrückter Freitag Sosuke Ikematsu für Last Samurai Jenna Boyd für The Missing Rachel Hurd-Wood für Peter Pan |
| 2005 | Emmy Rossum        | Das Phantom der Oper                      | Cameron Bright für Birth Freddie Highmore für Wenn Träume fliegen lernen Daniel Radcliffe für Harry Potter und der Gefangene von Askaban Perla Haney-Jardine für Kill Bill – Volume 2 Jonathan Jackson für Riding the Bullet |
| 2006 | Dakota Fanning     | Krieg der Welten                          | Freddie Highmore für Charlie und die Schokoladenfabrik William Moseley für Die Chroniken von Narnia: Der König von Narnia Daniel Radcliffe für Harry Potter und der Feuerkelch Alex Etel für Millions Josh Hutcherson für Zathura – Ein Abenteuer im Weltraum |
| 2007 | Ivana Baquero      | Pans Labyrinth                            | Edward Speleers für Eragon – Das Vermächtnis der Drachenreiter Ah-sung Ko für The Host Mitchel Musso für Monster House Tristan Lake Leabu für Superman Returns Jodelle Ferland für Tideland |
| 2008 | Freddie Highmore   | Der Klang des Herzens                     | Josh Hutcherson für Brücke nach Terabithia Dakota Blue Richards für Der goldene Kompass Daniel Radcliffe für Harry Potter und der Orden des Phönix Rhiannon Leigh Wryn für Mimzy – Meine Freundin aus der Zukunft Alex Etel für Mein Freund, der Wasserdrache |
| 2009 | Jaden Smith        | Der Tag, an dem die Erde stillstand       | Freddie Highmore für Die Geheimnisse der Spiderwicks Lina Leandersson für So finster die Nacht Dev Patel für Slumdog Millionär Catinca Untaru für The Fall Brandon Walters für Australia |
| 2010 | Saoirse Ronan      | In meinem Himmel                          | Taylor Lautner für New Moon – Biss zur Mittagsstunde Bailee Madison für Brothers Brooklynn Proulx für Die Frau des Zeitreisenden Max Records für Wo die wilden Kerle wohnen Kodi Smit-McPhee für The Road |
| 2011 | Chloë Grace Moretz | Let Me In                                 | Logan Lerman für Percy Jackson – Diebe im Olymp Frankie McLaren & George McLaren für Hereafter – Das Leben danach Kodi Smit-McPhee für Let Me In Will Poulter für Die Chroniken von Narnia: Die Reise auf der Morgenröte Hailee Steinfeld für True Grit Charlie Tahan für Wie durch ein Wunder                                                                                   |
| 2012 | Joel Courtney      | Super 8                                   | Asa Butterfield für Hugo Cabret Elle Fanning für Super 8 Dakota Goyo für Real Steel Chloë Grace Moretz für Hugo Cabret Saoirse Ronan für Wer ist Hanna? |
| 2013 | Suraj Sharma       | Life of Pi: Schiffbruch mit Tiger         | CJ Adams für Das wundersame Leben von Timothy Green Tom Holland für The Impossible Daniel Huttlestone für Les Misérables Chloë Grace Moretz für Dark Shadows Quvenzhané Wallis für Beasts of the Southern Wild |
| 2014 | Chloë Grace Moretz | Carrie                                    | Asa Butterfield für Ender’s Game – Das große Spiel Sophie Nélisse für Die Bücherdiebin Saoirse Ronan für How I Live Now Ty Simpkins für Iron Man 3 Dylan Sprayberry für Man of Steel |
| 2015 | Mackenzie Foy      | Interstellar                              | Elle Fanning für Maleficent – Die dunkle Fee Chloë Grace Moretz für The Equalizer Tony Revolori für Grand Budapest Hotel Kodi Smit-McPhee für Planet der Affen: Revolution Noah Wiseman für Der Babadook |
| 2016 | Ty Simpkins        | Jurassic World                            | Olivia DeJonge für The Visit James Freedson-Jackson für Cop Car Milo Parker für Mr. Holmes Elias und Lukas Schwarz für Ich seh, Ich seh Jacob Tremblay für Raum |
| 2017 | Tom Holland        | The First Avenger: Civil War              | Ruby Barnhill für BFG – Big Friendly Giant Julian Dennison für Wo die wilden Menschen jagen Lewis MacDougall für Sieben Minuten nach Mitternacht Neel Sethi für The Jungle Book Anya Taylor-Joy für The Witch |
| 2018 | Tom Holland        | Spider-Man: Homecoming                    | Dafne Keen für Logan – The Wolverine Sophia Lillis für Es Millicent Simmonds für Wonderstruck Jacob Tremblay für Wunder Letitia Wright für Black Panther Zendaya für Spider-Man: Homecoming |
| 2019 | Tom Holland        | Spider-Man: Far From Home                 | Evan Alex für Wir Asher Angel für Shazam! Millie Bobby Brown für Godzilla II: King of the Monsters Jack Dylan Grazer für Shazam! Shahadi Wright-Joseph für Wir Millicent Simmonds für A Quiet Place |
| 2021 | Kyliegh Curran     | Doctor Sleeps Erwachen                    | Ella Jay Basco für Birds of Prey: The Emancipation of Harley Quinn Julia Butters für Once Upon a Time in Hollywood Roman Griffin Davis für Jojo Rabbit Lexy Kolker für Freaks – Sie sehen aus wie wir JD McCrary für Der König der Löwen |
| 2022 | Finn Wolfhard      | Ghostbusters: Legacy                      | Noah Jupe für A Quiet Place 2 Madeleine McGraw für The Black Phone Millicent Simmonds für A Quiet Place 2 Mason Thames für The Black Phone Jacob Tremblay für Luca |
| 2024 | Xolo Maridueña     | Blue Beetle                               | Halle Bailey für Arielle, die Meerjungfrau Vivien Lyra Blair für The Boogeyman Jack Champion für Avatar: The Way of Water Violet McGraw für M3GAN Noah Schnapp für The Tutor |
| 2025 | Jenna Ortega       | Beetlejuice Beetlejuice                   | Freya Allan für Planet der Affen: New Kingdom Mckenna Grace für Ghostbusters: Frozen Empire Kaylee Hottle für Godzilla × Kong: The New Empire Calah Lane für Wonka Alisha Weir für Abigail Rachel Zegler für Die Tribute von Panem – The Ballad of Songbirds and Snakes |